# Andrejs Gražulis
Andrejs Gražulis (Koknese, 21 de julho de 1993) é um basquetebolista profissional letão que atualmente defende o Parma Basket na Liga Unida Russa e Copa Europeia. O atleta possui 2,02m de estatura e pesa 95kg, atuando na posição ala-pivô. Defende a seleção letã desde 2017.